# STYB
STYB es una multinacional española de fabricación de instrumentos de escritura con sede en la ciudad de Albacete.
Es uno de los fabricantes de instrumentos de escritura más importantes del mundo. Produce unos 100 millones de instrumentos de escritura al año entre bolígrafos, fluorescentes, portaminas, rotuladores...  Exporta la mayor parte de su producción a más de 100 países de los cinco continentes.
Fue fundada por Juan Sánchez Navarro en 1948 en Albacete como un taller de reparación de plumas estilográficas. Actualmente es también una de las compañías de su sector más importantes del mundo en capacidad tecnológica. Es uno de los pocos fabricantes del mundo que poseen la tecnología necesaria para producir bolígrafos de tinta líquida. Tiene acuerdos con numerosas multinacionales como Alcampo o Hipercor.
En STYB se realiza todo el proceso de producción de los instrumentos de escritura desde el diseño y la fabricación hasta la comercialización.
Su sede central está situada en el Parque Empresarial Campollano de Albacete. Sus instalaciones ocupan una superficie de 20 000 m². Genera más de 400 empleos directos e indirectos. Cuenta con una fábrica propia en China.